# Ђело Јусић
Ђело Јусић (Дубровник, 26. јануар 1939 — Дубровник, 31. мај 2019) био је југословенски и хрватски композитор забавне музике. Након стеченог музичког образовања у родном граду, шездесетих година прошлог века оснива Дубровачке трубадуре, који су се тих година често појављивали и у телевизијским емисијама широм Европе. У Берлину наступају у емисији Томи шоу, заједно са Битлсима, Анималсима и Френком Синатром. 1967. године побеђују на Сплитском фестивалу са песмом Луда младост (Улицама мога града) и тако је почела једна веома успешна музичка каријера.

## Каријера
Аутор је више хитова забавне музике, али и бројних оркестарских дела. Оснивач је и дечијег хора Мали распјевани Дубровник, а у дугој и плодној каријери дириговао је бројним европским оркестрима. Уз забавну, компоновао је и оркестарску, сценску, филмску и телевизијску музику. Са својим хитовима: La musica di notte, Далматински леро, Запјевајмо пријатељи, Младости, моја лијепа радости, Загрљени, Волим те будало мала, Старе љубави, остварио је бројне успехе на Сплитском и Загребачком фестивалу, а далеке 1968. године с његовом песмом Један дан, Дубровачки трубадури представљали су бившу СФР Југославију на Песми Евровизије. Брат је познатог шансоњера и певача забавне музике Ибрице Јусића и отац некада популарне певачице забавне музике Дубравке Јусић. Преминуо је 31. маја 2019. године у Загребу од рака простате.
Добитник је награде Порин за животно дело, 2006. године.

## Стваралаштво
- Дубровачки трубадури: Луда младост, Један дан, Далматински леро, Ноћна музика
- Ибрица Јусић: Када једном будеш сама, Знам да има једна стаза, Добро јутро, Маргарета, Шалом Сара, У сваком случају те волим, Пјесма која није важна
- Тереза Кесовија: Срећу чине ствари мале, Заборави, ако можеш, Старе љубави, Све се врача, све се плаћа, Сва су моја прољећа у мени, Пријатељи стари гдје сте, Младости, моја лијепа радости, На страдуну, Нећу мислити на те
- Драган Антић: Ја се враћам
- Буцо и Срђан: Лула старог капетана
- Мило Хрнић: Моја Ане броји дане, Да проплачу црне очи
- Неда Украден: Проћи ће једном ови дани, Ја још памтим само твоје име, Вјеруј ми душо моја
- Про арте: Дођи мала да ти нешто кажем
- Ђорђе Марјановић: Објављујем рат
- Франо Ласић: Загрљени, Волим те, будало мала, Сањарење
- Мики Јевремовић: Заљубио сам се у скитницу

## Фестивали
Сплит:
- Жалба (Вече далматинске шансоне), '75